# Colasposoma
Colasposoma là một chi bọ cánh cứng trong họ Chrysomelidae.
Chi này được Laporte miêu tả khoa học năm 1833.

## Các loài
Các loài trong chi này gồm:
- Colasposoma apicipenne Tan, 1983
- Colasposoma confusa Tan & Wang, 1981
- Colasposoma vicinale Tan, 1983